# Elisenda de Montcada

Escut d'Elisenda de Montcada

Elisenda de Montcada i de Pinós (Aitona, c. 1292 - Barcelona, 19 de juliol de 1364) fou reina consort de la Corona d'Aragó (1322-1327), ja que fou la quarta i darrera muller de Jaume II el Just.

## Joventut i enllaç amb Jaume II
La dona escollida per Jaume II després d'enviudar de Maria de Xipre fou Elicsen o Elisenda de Montcada, es creu que nascuda a Aitona, filla de Pere II Ramon de Montcada i d'Abarca, baró d'Aitona, i d'Elisenda de Pinós. Pertanyia a una de les famílies més nobles de Catalunya, del llinatge dels Montcada, molt propera a la monarquia. Elisenda tenia dos germans: Ot, que fou el padrí de bateig del futur Pere el Cerimoniós, i Gastó, elegit primer bisbe d'Osca i després de Girona.
Quan el rei Jaume II el Just quedà vidu de la seva tercera muller, Maria de Xipre, s'apressà a contraure un nou matrimoni. Just al cap d'un mes de la mort de la dissortada reina es dirigí al cardenal Túscul perquè intercedís vora el papa Joan XXII i obtingués una dispensa de consanguinitat en tercer o quart grau per concertar noves núpcies. Curiosament, el rei no indicava el nom de l'elegida, però era Elisenda de Montcada. El monarca semblava molt animat amb la idea i s'afanyà en els tràmits sense dissimular que tenia presa.
El casament amb Jaume el Just s'efectuà a Tarragona el dia de Nadal de l'any 1322. El rei dotà la núvia amb les rendes de Berga, Borriana, Tortosa, Morella, Torroella de Montgrí i Pals i el germà gran amb les poblacions de Seròs i Mequinensa. Ella tenia 30 anys i ell, que havia enviudat de Maria de Xipre traspassada aquell mateix any, 55. S'instal·laren al Palau Reial de Barcelona i portaren una vida relativament tranquil·la. Ella intervenia en els afers d'estat donant consell com havien fet altres reines. Fou partidària del net de Jaume II, el futur Pere el Cerimoniós, fet que aquest li agraí sempre. La reina era una dona madura, culta, bella i molt pietosa, cosa que feia que el dia a dia a la cort reial fos cordial, malgrat la rigidesa i la severitat de Jaume II.

Escriu Jesús Ernest Martínez Ferrando, en l'estil i perspectiva pròpia dels historiadors del segle XX:
| « | Elisenda, per les seves qualitats femenines, per la seva exquisida religiositat, va ésser el millor sedant que pogué trobar el monarca en l'amargor dels seus darrers anys; el diàleg amb la devota muller endolciria les seves hores de suplici espiritual i físic; bé pot dir-se que Elisenda va ajudar Jaume II a ben morir. Mentre la mort s'acostava –com observa l'esmentat biògraf--, s'establí entre els dos esposos <<un mutu delit religiós>>. | » |

 La novella reina, tot i que tenia a Tortosa el centre del seu dot i que al castell de l'esmentada ciutat havien residit llargues temporades les seves predecessores, les reines Blanca de Nàpols i Maria de Xipre, trià Barcelona i el seu Palau Major com a residència habitual. Allà va passar la seva vida.

## Construcció del Monestir de Pedralbes

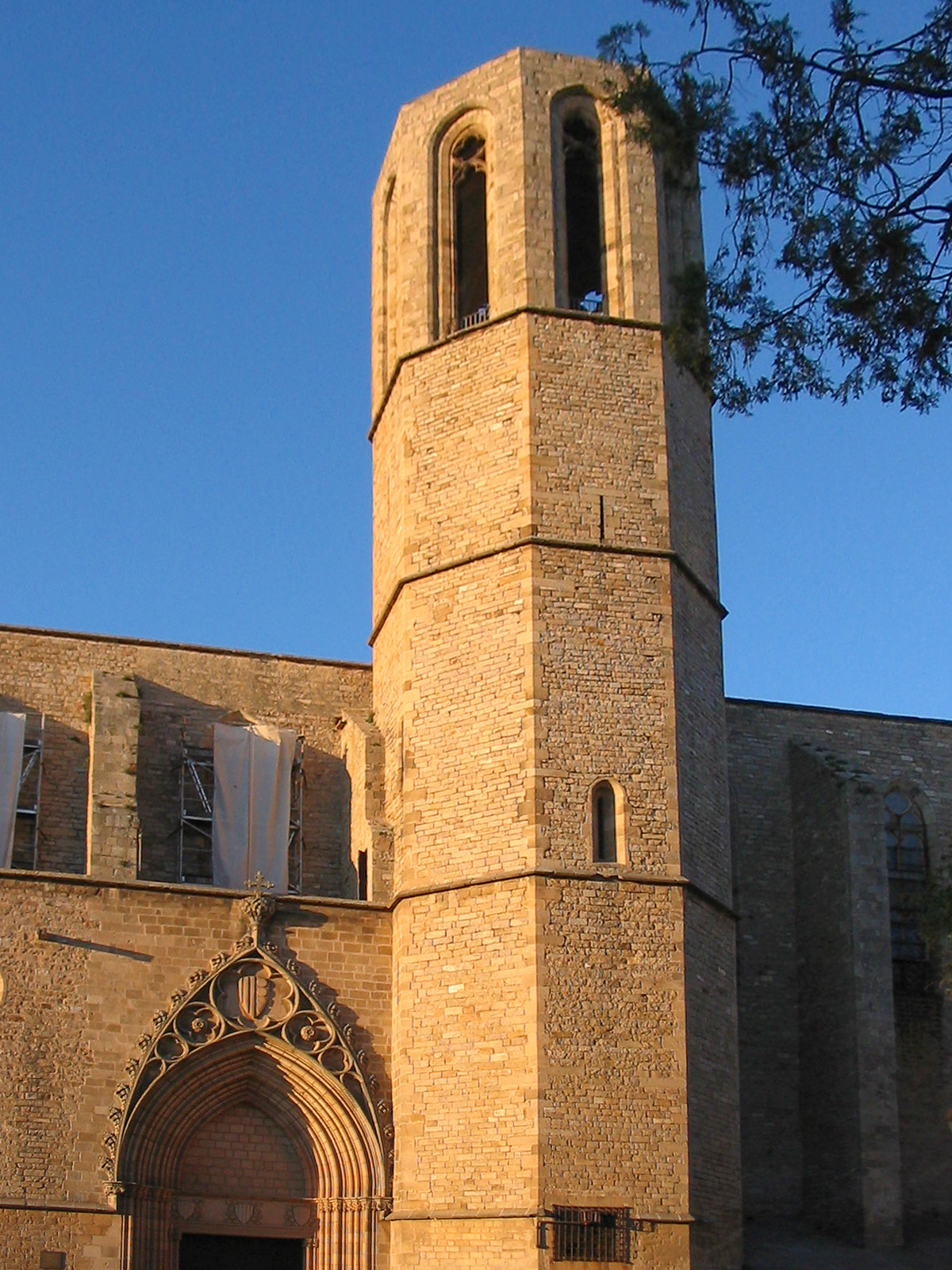
Monestir de Pedralbes

El rei, en el seu testament, que havia redactat pocs mesos abans de la seva mort, ratificava, entre altres coses, les donacions en rendes fetes a la seva muller. A més li deixava la corona d'or que li havia comprat al moment de les noces i moltes altres joies, teles bones i paraments de taula, com una vaixella treballada feta d'or i plata. Quan Elisenda li expressà el desig de fundar un monestir de religioses de Santa Clara als voltants de Barcelona, el rei s'apressà a complaure-la, tot i que ja existia a Vilafranca del Penedès un monestir de clarisses fundat per Blanca d'Anjou, la primera esposa del monarca. Només posà una condició: que el monestir s'erigís a honor de la mare de Déu. Primer es va designar per al seu emplaçament el lloc de Valldaura, entre Cerdanyola del Vallès i Montcada i Reixac, però després s'optà per un indret anomenat Pedralbes a causa de la quantitat de pedra blanca que s'extreia d'una pedrera allà existent.
Les gestions i els treballs avançaren amb celeritat. El 1326 començaren les obres d'un monestir a Pedralbes i al cap d'un any l'estructura bàsica del monestir estava feta: ja es podia utilitzar el claustre, l'església estava gairebé acabada i les dependències per a monges també. El dia 3 de maig de 1327 hi ingressaren catorze monges al monestir i elegiren la primera abadessa, Sobirana d'Olzet. El 1327 Elisenda quedà vídua i es retirà pels restants 37 anys de la seva vida a un palau a la vora del monestir de Pedralbes. Tot i no ser mai monja, l'acte de la fundació la dotà d'amplis poders sobre el funcionament intern del monestir, promocionant les arts, com per exemple amb les pintures de la cel·la de Sant Miquel, encarregades per l'abadessa Francesca Saportella, neboda d'Elisenda. Malgrat el seu internament al monestir, participava d'alguns esdeveniments oficials, com el trasllat de les restes de santa Eulàlia a la catedral de Barcelona, on acompanyà Maria de Navarra, esposa de Pere el Cerimoniós, i Constança, esposa de Jaume III de Mallorca. Dictà testament l'11 d'abril de 1364 i morí el 19 de juliol del mateix any.
La reina vídua ordenà que es construís un palauet al costat del monestir de Pedralbes, completament separat d'aquest. Hi visqué 37 anys. Durant aquests anys la seva intenció fou afavorir el màxim el monestir perquè no es trobés, una vegada morta ella, en dificultats econòmiques, cosa bastant habitual en els monestirs femenins. Les donacions reials gairebé ofegaren l'esperit franciscà de la vida conventual. Gestionà la construcció de l'edifici i l'ornamentació d'aquest. Pintors com Ferrer Bassa o els germans Serra foren contractats per embellir el monestir.

## Mort i sepultura

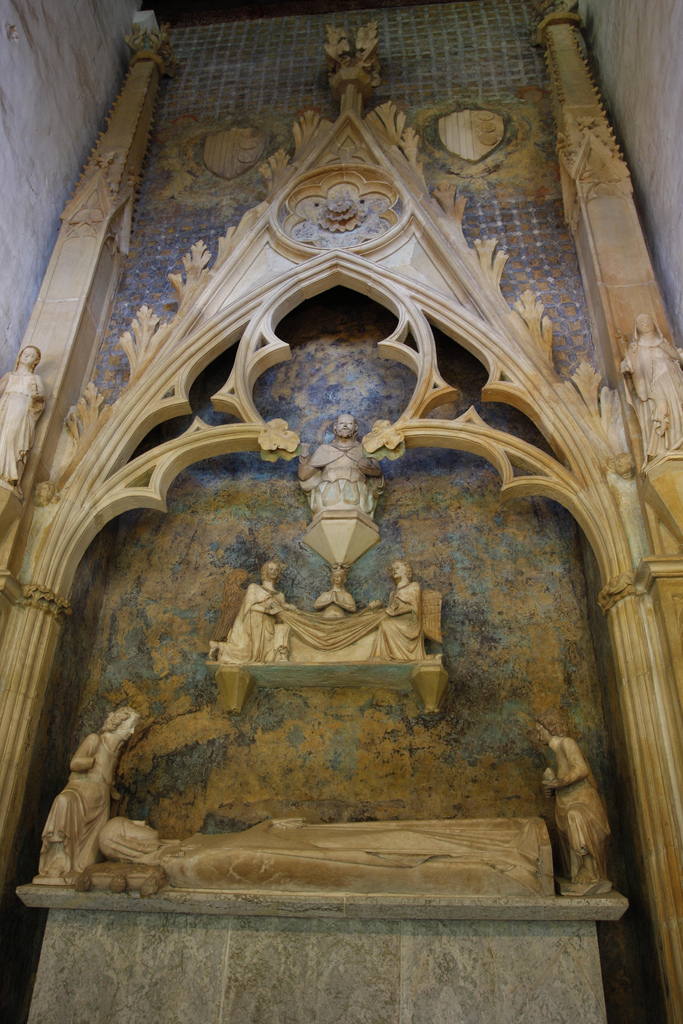
Costat de la tomba d'Elisenda de Montcada com a monja clarissa

Elisenda morí el 9 de juliol de 1364, com anotà Eulàlia d'Anzizu a les «Notes Cronològiques» de l’Índex General de l’arxiu de santa Maria de Pedralbes que redactà Obiit multum alta et nobilissima et potentissima domina Elisendis Gratia dei regina Aragonoum uxor altissimi et potentisssimi regis Jacobi regis dei gratia Aragonum fundatoris et hedifictoris Monasterii sacte Marie de Petris albis. Cujus anima requiesat in pace. La reina deixava com a hereu el monestir, excepte alguns béns destinats a institucions, familiars o coneguts d'ella. Obligà a enrunar el palauet on vivia, cosa que es feu immediatament. L'inventari que es feu de la seva habitació demostra la senzillesa en què vivia, malgrat les joies i les teles bones que regalà. Deixá el Monestir sota la protecció i guiatge dels reis d’Aragó i els Consellers de Barcelona.

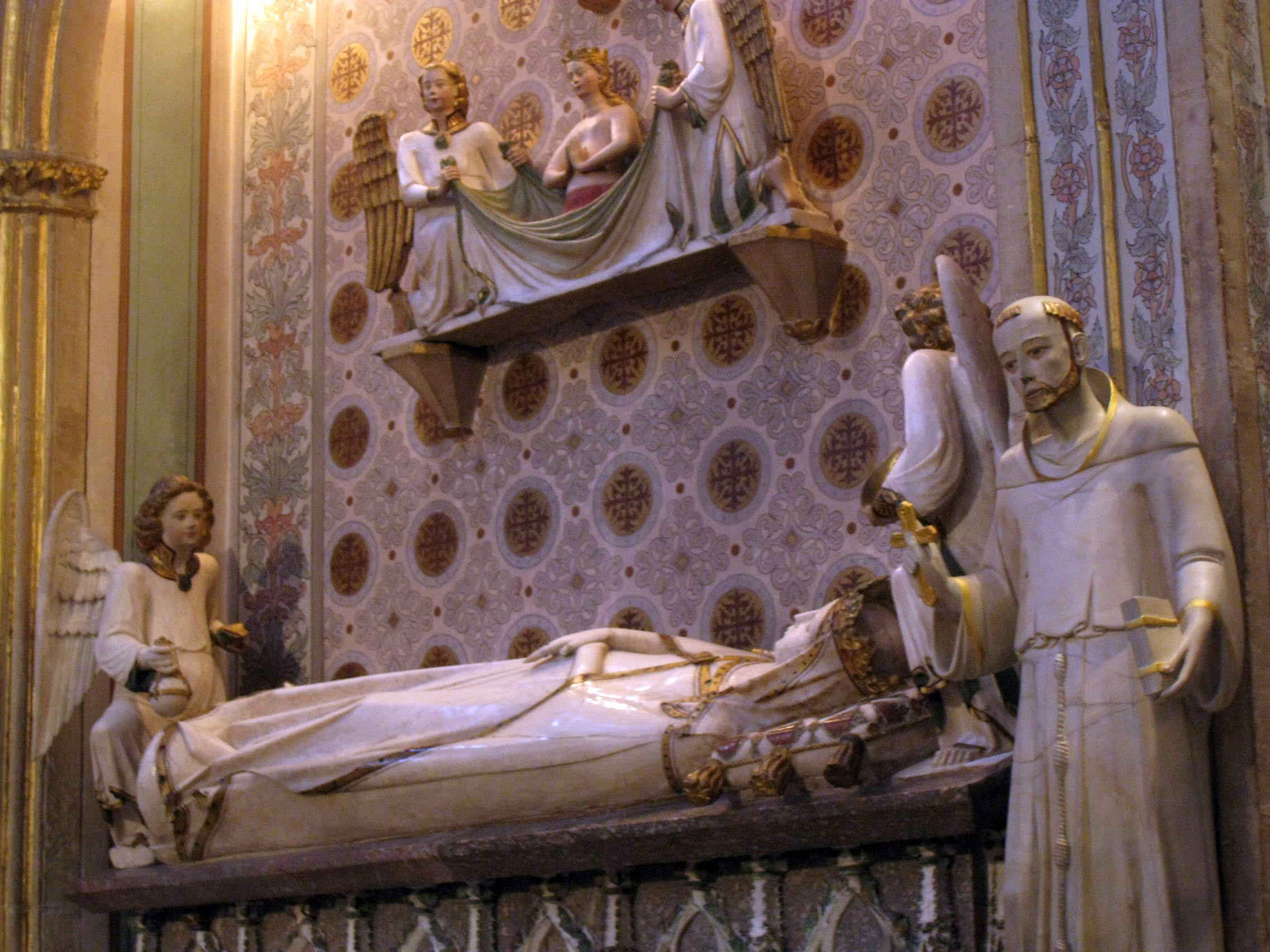
Costat de la tomba d'Elisenda de Montcada com a reina

El sepulcre de la reina està situat tocant la paret que separa l'església del claustre, de manera que part del monument és dins l'església i part en el claustre. La tomba és una magnífica obra del gòtic català, mostrant pel costat de l'església Elisenda vestida de reina, mentre que pel costat del claustre la mostra com una penitent. A la part visible des de l'església la figura jacent de la reina va revestida de majestat amb corona, i pel cantó del claustre porta un auster vestit de vídua o monja, fet que indica clarament la doble vida d'aquesta dona. Gaudí de fama de bona persona, amant de la família, de ser atenta amb tothom i sobretot de coneixedora de la terra. Aquesta era la virtut que més complaïa els seus súbdits.
Un retrat seu forma part de la Galeria de Catalans Il·lustres de l'Ajuntament de Barcelona.